# Constantin Stănescu
Constantin Stănescu (nascido em 9 de maio de 1928) é um ex-ciclista romeno.
Defendeu as cores da Romênia participando na prova individual e por equipes do ciclismo de estrada nos Jogos Olímpicos de Verão de 1952, disputadas na cidade de Helsinque, Finlândia.